# Contea di Gêrzê
La contea di Gêrzê (改则县S, Gǎizé XiànP) è una contea della Cina, situata nella Regione Autonoma del Tibet e amministrata dalla prefettura di Ngari.